# Quilombolas de Airão
Quilombolas de Airão é um bairro do município brasileiro de Novo Airão, no estado do Amazonas.
Constituem-se numa comunidade rural localizada no Parque Nacional do Jaú, distante da sede do município cerca de doze horas em lancha rápida. O acesso é somente por via fluvial. Vale ressaltar que a comunidade quilombolas de Novo Airão, é regularmente reconhecida por Decreto do Governo Federal, como negros descendentes e remanescentes dos quilombos.